# 24 semanas
24 semanas (título en alemán: 24 Wochen), es una película dramática alemana de 2016 , escrita y dirigida por Anne Zohra Berrached y protagonizada por la actriz Julia Jentsch.
Estrenada por primera vez en Alemania el 14 de febrero de 2016, la película fue candidata para competir por el Oso de oro en el Festival de Cine de Berlín. Después fue estrenada en cines el 22 de septiembre de dicho año.

## Sinopsis
Una embarazada de seis meses descubre que su hijo nacería con el Síndrome de Down y una malformación congénita que podría condenarlo a una vida vegetativa. Al descubrirlo, la mujer se sume en la angustia de un dilema ético, ¿qué hacer ahora?.

## Reparto
- Julia Jentsch como Astrid
- Bjarne Mädel como Markus
- Johanna Gastdorf como Beate
- Emilia Pieske como Nele
- Maria-Victoria Dragus como Kati

## Fondo
24 Semanas no se llevó a cabo de forma puramente escénica. Más bien, la película es una forma mixta con elementos documentales, como el debut cinematográfico de la directora. Berrached subraya que quería “fusionar realidad y ficción”. Mientras que la familia está encarnada por los actores (la madre Julia Jentsch , el padre Bjarne Mädel , la abuela Johanna Gastdorf , la niña Emilia Pieske ), los médicos, los psicólogos y los demás niños se interpretan a sí mismos, que parecen en la propia película, lo que le da un toque auténtico y especial.